# آيت توييدير (آيت وانركي)
آيت توييدير هو دُوَّار يقع بجماعة أنركي، إقليم أزيلال، جهة بني ملال خنيفرة في المملكة المغربية. ينتمي الدوّار لمشيخة آيت وانركي التي تضم 5 دواوير. يقدر عدد سكانه بـ 411 نسمة حسب الإحصاء الرسمي للسكان والسكنى لسنة 2004.

## وصلات خارجية
- البوابة الوطنية للجماعات الترابية
- المندوبية السامية للتخطيط